# Gospodarka Malezji
Gospodarka Malezji jest czwartą co do wielkości w Azji Południowo-Wschodniej. Malezja to rozwijająca się otwarta gospodarka rynkowa. Państwo pełni główną rolę w aktywności ekonomicznej. Malezja jest członkiem Stowarzyszenia Narodów Azji Południowo-Wschodniej (ASEAN).
Do lat 60. XX w. Malezja była krajem surowcowym. W 1957 roku 85% wartości eksportu dostarczyły dochody ze sprzedaży kauczuku i cyny. W latach 70. i 80. nastąpił szybki rozwój przemysłu przetwórczego. Przy wykorzystaniu taniej siły roboczej i udziale kapitału zagranicznego (głównie z Japonii, Korei Południowej, Singapuru i Chin) rozwinęła się produkcja proeksportowa. Duży udział w gospodarce odgrywa sektor państwowy. Pod koniec lat 80. sektor państwowy wytwarzał ok. 40% produkcji przemysłowej. Wzrost produktu krajowego brutto w latach 1980–1988 wzrastał o 4,6% rocznie, w latach 1989–1993 o ok. 9%. Na początku lat 90. rozpoczęto prywatyzację państwowych przedsiębiorstw oraz dalszą intensyfikację produkcji rolnej (głównie poprzez zwiększenie upraw towarowych i produkcji zbóż). W latach 90. XX wieku Malezja była nazwana jednym z azjatyckich tygrysów. Symbolem rozwoju gospodarczego w latach 90. była budowa Petronas Towers. W latach 1997–1998 gospodarka Malezji przeżyła załamanie w wyniku kryzysu finansowego, który objął Azję Południowo-Wschodnią. Produkt krajowy brutto na osobę w 2025 roku wyniósł 14 423 dolarów amerykańskich. Udział sektora usług w strukturze PKB wynosi 53,5%, przemysłu 37,%, rolnictwa 7,7%.

## Rolnictwo
Podstawowym działem rolnictwa jest uprawa kauczuku i innych roślin eksportowych. W 2005 roku produkcja surowego kauczuku wyniosła 1,2 mln t, dzięki czemu Malezja była trzecim producentem kauczuku na świecie (po Tajlandii i Indonezji). W latach 1960–1989 powiększono areał upraw palmy olejowej o 12 razy. Produkuje się także: kakaowiec, palmę kokosową, pieprz (Sarawak), trzcinę cukrową, na małą skalę także: tytoń, maniok, bataty, warzywa i owoce (banany i ananasy). Najważniejszą rośliną żywieniową jest ryż – jej produkcja nie pokrywa zapotrzebowania krajowego. Hodowla (głównie bawołów i trzody chlewnej) ma drugorzędne znaczenie. Eksploatuje się lasy. Rozwinięte jest rybołówstwo przybrzeżne i dalekomorskie.

## Przemysł
Malezja ma duże złoża różnorodnych surowców mineralnych. Ropę naftową wydobywa się z podmorskich złóż na Morzu Południowochińskim, u wybrzeży stanów: Sarawak, Sabah i Terengganu. Gaz ziemny wydobywa się w pobliżu wyspy Labuan oraz u wybrzeża stanu Sarawak. Rudy cyny wydobywa się w dolinie Kinta, dolinie Kelang, Batang Berjuntai. W wyniku zmiany koniunktury na rynku światowym, wzrostu kosztów wydobycia oraz zanieczyszczenia środowiska zmniejszono wydobycie złóż rud cyny. Wydobywa się także rudy miedzi (Sabah), żelaza (w stanach Johor i Pahang), boksyty (Sarawak, Johor), rudy antymonu (Sarawak), złoto, ilmenit, monacyt, kolumbit (ubocznie w kopalniach cyny). W Malezji rozwinął się przemysł elektrotechniczny i elektroniczne (produkcja półprzewodników, telewizorów, układów scalonych, baterii, urządzeń klimatyzacyjnych, radioodbiorników), hutnictwo cyny (w Bagan Jaya, Penang, Porcie Kelang), przemysł rafineryjny, kauczukowy, środków transportu (montownie samochodów, ciężarówek, motocykli, motorowerów), chemiczny (produkcja nawozów azotowych, środków ochrony roślin, kosmetyków, leków), drzewny. Regionalne centra produkcyjne i badawczo-rozwojowe w Malezji mają: Dell, Fuji, Hitachi, Intel, Osram, Samsung.

## Transport
W 2013 roku w Malezji znajdowało się 114 lotnisk. Długość linii kolejowych wynosi 1851 km. Transport lądowy (zwłaszcza drogowy) jest dobrze rozwinięty w Malezji Zachodniej, a w Malezji Wschodniej bardzo słabo. Długość dróg kołowych wynosi 144 403 km, z czego 116169 km dróg ma utwardzoną nawierzchnię. Długość autostrad wynosi 1821 km. Rozwinięta jest żegluga kabotażowa.

## Emisja gazów cieplarnianych
Łączna emisja równoważnika dwutlenku węgla z Malezji wyniosła w 1990 roku 95,642 Mt, z czego 57,840 Mt stanowił dwutlenek węgla. W przeliczeniu na mieszkańca emisja wyniosła wówczas 3,207 t dwutlenku węgla, a w przeliczeniu na 1 dolar PKB 304 kg. Emisja gazów, a zwłaszcza dwutlenku węgla, od tego czasu zasadniczo rosła. W 2018 roku emisja dwutlenku węgla pochodzenia kopalnego wyniosła 257,844 Mt, a w przeliczeniu na mieszkańca 8,047 t i w przeliczeniu na 1 dolar PKB 290 kg. Przez cały czas główną branżą odpowiedzialną za tę emisję była energetyka, choć w pewnych okresach podobne wielkości osiągała emisja z transportu i emisja z innego niż energetyczne spalania przemysłowego. W całkowitej emisji gazów cieplarnianych dwutlenek węgla zawsze stanowił większość, która z czasem rośnie. Natomiast emisje metanu zwykle były znacznie większe niż emisje trzeciego gazu – podtlenku azotu, a te były większe niż gazów fluorowanych.

## Turystyka
W 2005 roku Malezję odwiedziło 15,7 mln turystów (głównie z Australii, Japonii i Singapuru).

## Handel zagraniczny
Wartość eksportu: 340 mld USD (2024). Malezja eksportowała głównie: sprzęt elektroniczny, olej palmowy, ropę naftowa, gaz ziemny, drewno i wyroby drewniane, gumę, tekstylia, chemikalia, panele słoneczne. Wartość importu: 300 mld USD (2024). Malezja importowała głównie: elektronikę, maszyny, produkty naftowe, pojazdy, tworzywa sztuczne, produkty z żelaza i stali, chemikalia. Głównymi partnerami handlowymi są: Chiny, Singapur, Japonia, Stany Zjednoczone, Tajlandia, Korea Południowa, Indonezja, Indie.